# Гуанахуатит
Гуанахуатит — мінерал селену.

## Загальний опис
Хімічна формула: Bi2Se3. Містить S. Сингонія ромбічна. Габітус призм. до голкового. Спайність середня. по {010}. Агрегати зернисті листочкові. Голубовато-сірий. Блиск металічний. Твердість 2, 5 — 3, 5. Густина 6, 98. Рідкісний гідротермальний мінерал. Асоціює з бісмутином, самородним Bi, клаусталітом та ін.